# Shakudō

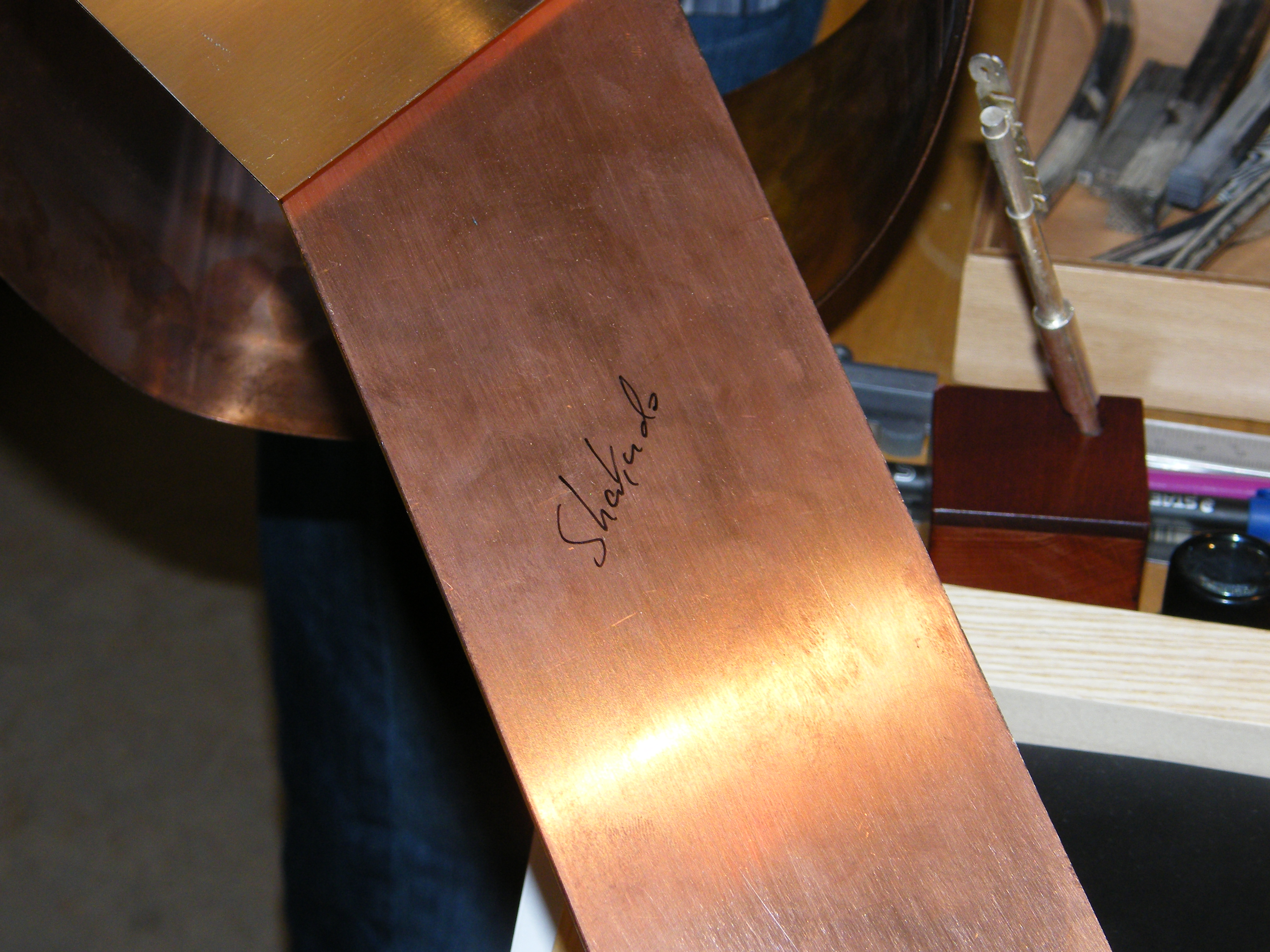
SHAKUDO

Shakudō (赤銅: xích đồng) là một hợp kim vàng giữa vàng và đồng (thông thường chứa 4% vàng, 96% đồng), chủ yếu được tạo ra vì nước bóng màu tía-lam sẫm đẹp đẽ của nó. Trong lịch sử nó đã được sử dụng tại Nhật Bản để làm các vật trang trí cho kiếm Nhật Bản như tsuba (鍔: ngạc) và yatate (矢立: thỉ lập). Khi nó lần đầu tiên được giới thiệu với phương Tây vào giữa thế kỷ 19, người ta cho rằng nó đã không được biết đến ngoài phạm vi châu Á, nhưng các nghiên cứu gần đây đã gợi ý rằng loại hợp kim trang trí tương tự như vậy cũng đã được sử dụng tại Ai Cập, Hy Lạp và La Mã cổ đại. Những người thợ kim hoàn thủ công ngày nay đã làm sống lại việc sử dụng shakudō như là một kiểu trang trí đầy ấn tượng, đặc biệt cho kỹ thuật mokume-gane (木目金: mộc mục kim).
Shakudō đôi khi được sử dụng như là thuật ngữ chung để chỉ các vật thể trang trí được nạm vàng có nguồn gốc Nhật Bản. Tại phương Tây người ta gọi chúng là Amita damascene ([đồ vật] nạm vàng Amita), từ tên của nhà sản xuất trong thế kỷ 20 các đồ vật như thế để xuất khẩu.